# Apoclea
Apoclea is een vliegengeslacht uit de familie van de roofvliegen (Asilidae).

## Soorten
- A. albipila Becker in Becker & Stein, 1913
- A. algira (Linné, 1767)
- A. approximata Becker, 1907
- A. autumnalis Becker in Becker & Stein, 1909
- A. conicera Loew, 1856
- A. continuata Becker in Becker & Stein, 1909
- A. duplicata (Becker, 1925)
- A. femoralis (Wiedemann, 1828)
- A. helvipes Loew, 1873
- A. heteroclita Wulp, 1899
- A. inarticulata Theodor, 1980
- A. indica Bromley, 1935
- A. micracantha Loew, 1856
- A. obscura Theodor, 1980
- A. pakistanicus Rahim, 1976
- A. parvula Theodor, 1980
- A. plurisetosa Becker in Becker & Stein, 1909
- A. rajasthanensis Joseph & Parui, 1984
- A. treibensis Theodor, 1980
- A. trivialis Loew, 1873